# 安灯系统

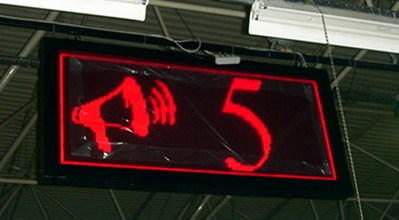
信号牌

安灯（日语：／／ Andon）是一个制造业术语，是指向管理、维护和其他工人通知质量或流程问题的一套系统。这种警报可以由工人使用拉绳或按钮手动激活，或者由生产设备本身自动激活，因此它也常被称为安灯拉绳、安灯系统。系统可以包含停止生产过程的装置，以便纠正问题。部分现代的警报系统包含音频警报、文字警报或其他显示方式。 
安灯系统是丰田作为豐田生產方式一部分而开创的自働化质量控制方法的主要元素之一，现如今是精益生產措施的一部分。它向工人赋予了发现缺陷时停止生产并立即寻求帮助的能力和权力。手动激活安灯的常见原因有部件短缺、产生或发现缺陷、工具故障，或者存在安全问题。工作将会停止，直至找到解决方案。警报可以被记录到数据库，以便将它们作为持续改进的一部分来研究。
系统通常能指示生成警报的位置，乃至可以提供故障描述。现代的安灯系统可能包括文字、图形或音频元素。音频警报可以使用编码的音调，与各种警报对应的不同乐曲，或者预先录制的语音消息。 
赋予非管理层的生产线工人因可疑质量问题而停止生产线的权力的概念/流程通常归功于愛德華茲·戴明和其他在第二次世界大战后研究改善法的人。许多人将日本战后经济奇迹归功于其战后的工业创新： 
- 更好的产品设计以改善服务
- 更高水平的统一产品质量
- 工作场所和研究中心中产品测试的改进
- 通过侧面（全球）市场实现更大规模的销售

英文“Andon”是一个来自日语的外来词，本义是纸灯笼。